# Adornes
De familie Adornes was afkomstig uit Genua en kwam zich einde dertiende eeuw in Brugge vestigen. De leden speelden een rol in het openbaar bestuur, zowel binnen de stad Brugge als aan het hof van de Bourgondische hertog. Enkelen beoefenden de internationale handel. Ze burgerden in bij de lokale patriciërs, trouwden binnen de burgerij of het patriciaat en behoorden weldra tot de Vlaamse adel.

## Oorsprong
Alle auteurs zijn het er over eens dat de Adornes afkomstig zijn uit het Italiaanse Genua en dat een lid van de familie Adornes zich in de tweede helft van de dertiende eeuw in Vlaanderen vestigde. Het ging meer bepaald om Opicius Adornes die de graaf van Vlaanderen volgde, zich in Gent vestigde en er met Agnes van Axpoele, een adellijke dochter, trouwde.
Wegens de Genuese afkomst, hebben veel auteurs het vermoeden geuit dat het ging om kooplieden en bankiers, vooral nadat de tweede generatie, Opicius II Adornes zich in Brugge vestigde. J. Geers en G. De Groër hebben echter de mening geuit dat de oorspronkelijke Adornes, noch in Genua noch in Gent en Brugge met financiële verrichtingen bezig waren, maar zich als aristocraten onledig hielden met politiek, diplomatie en beheer van hun bezit. Pas na een paar generaties zou men zich in de Brugse tak (uit financiële noodzaak?) met commerciële activiteiten zijn gaan bemoeien.
Tegen die tijd waren ze weggegroeid van hun streekgenoten en behoorden ze nooit tot de natie van de Genuese kooplieden, waarvan de leden hun oorspronkelijke nationale identiteit behielden. Ze waren integendeel al vanaf de eerste generatie, door huwelijk en door het verkrijgen van het poorterschap, volwaardig burger vaneen stad binnen het graafschap Vlaanderen. Er is geen enkel spoor gevonden van relaties tussen de Adornes en de Genuese loge.

## Internationale handelaars
Omstreeks 1300 kwam Opicius II Adornes zich vanuit Gent in Brugge vestigen. Vanaf 1357 verscheen de naam van zijn zoon, Maarten Adornes, onder de officiëlen van de stad. Van 1357 tot aan zijn dood in 1361 was hij hoofdman van het Sint-Janssestendeel.
De zoon van Maarten, Pieter I Adornes was de eerste die zich commercieel actief opstelde, als hostelier en makelaar. Hij woonde langs de Spiegelrei, (thans Spinolarei) in het huis gekend onder de naam het Groot Galjoen (thans Spinolarei 9). Deze activiteit zou nog gedurende een paar generaties in de familie worden volgehouden.

## Stadsbestuur
De handel belette niet dat na 1360 nog andere leden van de familie Adornes betrokken waren bij het stadsbestuur. Driemaal werd zelfs de hoogste functie, die van burgemeester van de schepenen, bekleed door een Adornes:
- Pieter I Adornes in 1388-1389
- Jan Adornes, geboren de la Coste in 1533-1536
- Anselm Opitius Adornes in 1605-1607

Verschillende leden bekleedden ook het ambt van burgemeester van de raad.

## Vlaamse adel
Vanaf het begin van de vijftiende eeuw profileerden de Adornes zich als adellijk.
In 1435 werden Pieter en Jacob Adornes als 'nobiles viri' aangeduid in een oorkonde en in 1469 werd Anselm Adornes als 'ridder' genoemd, alsook als 'edele ende weerde here meneere Anselmus Adornes, ruddere, heere van Corthuy (in Schotland) ende van Ronsele'.
Toen alleen nog vrouwelijke afstammelingen overbleven, trouwde Agnes Adornes in 1492 met Andries de la Coste (overleden 1542). Hun kinderen, en in de eerste plaats hun zoon Jan, namen de naam Adornes aan.
De familie Adornes stierf in de mannelijke lijn uit met Antoine Adornes (1679-1752), getrouwd met Marie-Françoise de Draeck. De erfopvolging kwam voornamelijk de familie de Draeck ten goede en, langs deze, de familie de Thiennes en de Limburg Stirum.

## Genealogie

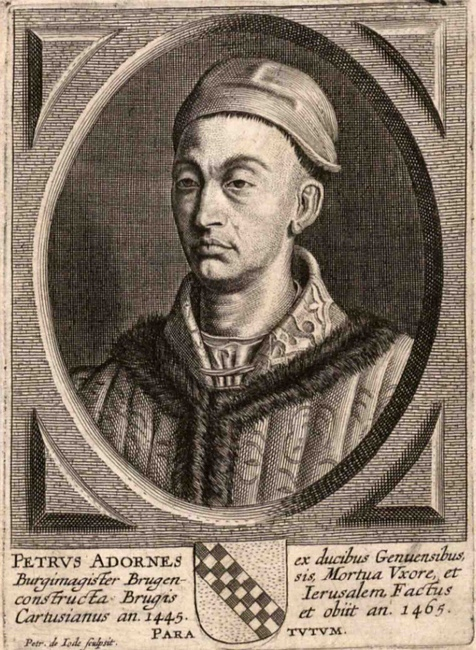
Peter II

- Opicius Adornes (overleden 1307) x Agnes van Axpoele
  - Opicius II Adornes x Margaretha van Aartrijke
    - Maarten Adornes (overleden 1361) x Catharina de Saint-Cler
      - Pieter I Adornes (overleden 1398)  x Margaretha van Themseke, xx Elisabeth van de Walle
        - Jacob Adornes (ca.1395-1465) x Anna Masins
        - Pieter II Adornes (ca. 1395-1464) x Elisabeth Braderic
          - Pieter III Adornes (ca. 1470)
          - Anselmus Adornes (1424-1483) x Margaretha van der Banc
            - Jan Adornes (1444-1511), priester
            - Pieter IV Adornes (1460-1496), patriciër te Gent, x Catharina Uutenhove
            - Margaretha Adornes (°1448), koormoniale in het klooster van Sint-Anna-ter-Woestijne
            - Maarten II Adornes (1450-1507), prior kartuizers Genadedal
            - Aernoud Adornes (1451-1517) x Agnes van Nieuwenhove
              - Aerndtken Adornes (jong gestorven ca. 1480)
              - Agnes Adornes (overleden 1527) x Cornelis van Halewyn (overleden 1491) xx Andries de la Coste (overleden 1542)
                - Jan Adornes, geboren de la Coste (1494-1537) x Catharina Metteneye (overleden 1545)
                  - Jacob Adornes van Ronsele (1523-1573) x Lievine van Zype, xx Françoise van Belle
                    - Anselm Opitius Adornes (1569-1610) x Anna van Brakel
                      - Pieter Adornes (1599-1622) x Marie Agnes de Beer
                        - Anselm Ignace Adornes (1641-1733) x Clara van Eenderoo
                          - Antoine Adornes (1679-1752) x Marie Françoise de Draeck

                      - Jacques Anselm Adornes (1602-1688) x Marie-Magdalena van Coornhuyse
                        - Adriaan Opitius Adornes x Marie-Louise Charteret